# Western Hockey League (1952-1974)
La Western Hockey League fu una lega professionistica minore di hockey su ghiaccio che operò dal 1952 al 1974. Per anni fu una delle principali minors nordamericane, estendendosi soprattutto nella regione della West Coast statunitense e nel Canada occidentale.

## Storia
Gestita per buona parte della sua storia dal membro della Hockey Hall of Fame Al Leader, la Western Hockey League venne creata nel 1952 dopo la fusione fra la Pacific Coast Hockey League e la Western Canada Senior Hockey League. Durante gli anni '60, la WHL si mosse sui mercati della costa occidentale statunitense coinvolgendo grandi metropoli come Los Angeles e San Francisco, e venne ipotizzato che la stessa lega potesse diventare una rivale delle principali leghe professionistiche. Questo fatto fu uno dei motivo che spinse la National Hockey League a espandersi nella stagione 1967-68.
La carenza di talenti e l'espansione della NHL e della World Hockey Association nella maggior parte dei mercati forzò la lega a cessare le operazioni dopo la stagione 1973-74. Alcune delle squadre sopravvissute vennero assorbite dalla Central Hockey League.
Il trofeo del campionato della WHL era la Lester Patrick Cup, che è esposta alla Hockey Hall of Fame.

## Squadre
- Brandon Regals (1955-1957)
- Calgary Stampeders (1952-1963)
- California Seals (1966-1967)
- Denver Invaders (1963-1964)
- Denver Spurs (1968-1974)
- Edmonton Flyers (1952-1963)
- Los Angeles Blades (1961-1967)
- New Westminster Royals (1952-1959)
- Phoenix Roadrunners (1967-1974)
- Portland Buckaroos (1960-1974)
- Salt Lake Golden Eagles (1969-1974)
- San Diego Gulls (1966-1974)
- San Francisco Seals (1961-1967)
- Saskatoon Quakers (1952-1959)
- Seattle Americans (1955-1958)
- Seattle Bombers (1952-1954)
- Seattle Totems (1958-1974)
- Spokane Comets (1960-1963)
- Spokane Flyers (1958-1960)
- Tacoma Rockets (1952-1953)
- Vancouver Canucks (1952-1970)
- Victoria Cougars (1952-1961)
- Victoria Maple Leafs (1964-1967)
- Winnipeg Warriors (1955-1961)

## Vincitori della Lester Patrick Cup
- 1953 -  Edmonton Flyers
- 1954 -  Calgary Stampeders
- 1955 -  Edmonton Flyers
- 1956 -  Winnipeg Warriors
- 1957 -  Brandon Regals
- 1958 -  Vancouver Canucks
- 1959 -  Seattle Totems
- 1960 -  Vancouver Canucks
- 1961 -  Portland Buckaroos
- 1962 -  Edmonton Flyers
- 1963 -  San Francisco Seals

- 1964 -  San Francisco Seals
- 1965 -  Portland Buckaroos
- 1966 -  Victoria Maple Leafs
- 1967 -  Seattle Totems
- 1968 -  Seattle Totems
- 1969 -  Vancouver Canucks
- 1970 -  Vancouver Canucks
- 1971 -  Portland Buckaroos
- 1972 -  Denver Spurs
- 1973 -  Phoenix Roadrunners
- 1974 -  Phoenix Roadrunners